# Me Emoldurei de Presente Pra Te Ter
Me Emoldurei de Presente Pra te Ter é o primeiro EP da Banda Uó, lançado no dia 01 de Julho de 2011.

## Produção
Nas cinco faixas que compõem a estreia da tríade goiana estão desde composições já conhecidas do público, como "Não Quero Saber" (Versão de "Teenage Dream" da cantora Katy Perry), "Shake de Amor" e "O Gosto Amargo do Perfume (versão de "Something Good Can Work" da banda Two Door Cinema Club)", além das inéditas "Foi Você Quem Trouxe" (um cover da dupla sertaneja Edson & Hudson e uma versão de "I Want to Know What Love Is" do grupo norte-americano Foreigner) e "Louca Paixão" (versão de "S&M" da cantora Rihanna).

## Recepção
Cleber Facchi, do Miojo Indie, considerou o álbum "despretensioso, mas ao mesmo tempo carregado de boas pretensões" e disse que ele "mantém seus esforços em cima de composições carregadas de um romantismo exagerado, o exato mesmo elemento que movimenta boa parte dos grandes trabalhos do melody ou eletrobregra paraense e que se concentra em torno de nomes como Banda Calypso ou Banda Djavú". Ele finalizou sua análise dizendo que "não é um disco feito para entregar qualquer tipo de resposta ou levantar questionamentos sobre o futuro da música pop no Brasil".

## Lista de faixas
| Me Emoldurei de Presente Pra Te Ter - Versão padrão |                             |                |         |  |
| N.º                                                 | Título                      | Compositor(es) | Duração |  |
| 1.                                                  | "Não Quero Saber"           |                | 2:45    |  |
| 2.                                                  | "Shake de Amor"             |                | 3:20    |  |
| 3.                                                  | "O Gosto Amargo do Perfume" |                | 2:28    |  |
| 4.                                                  | "Foi Você Quem Trouxe"      |                | 2:24    |  |
| 5.                                                  | "Louca Paixão"              |                | 3:10    |  |
| 6.                                                  | "Rosa"                      |                | 3:05    |  |
| Duração total:                                      | Duração total:              | Duração total: | 17:12   |  |